# روتنباخ (فریدنوایلر)
روتنباخ (به آلمانی: Rötenbach) یک منطقهٔ مسکونی در آلمان است که در فریدنوایلر واقع شده‌است. روتنباخ ۸۲۲ متر بالاتر از سطح دریا واقع شده‌است.